# Tkibuli
Tkibuli (in georgiano ტყიბული) è un comune della Georgia, situato nella regione dell'Imerezia.